# Stanhope (Nova Jérsei)
Stanhope é um distrito localizado no estado americano de Nova Jérsei, no Condado de Sussex.

## Demografia
Segundo o censo americano de 2000, a sua população era de 3584 habitantes.
Em 2006, foi estimada uma população de 3666, um aumento de 82 (2.3%).

## Geografia
De acordo com o United States Census Bureau tem uma área de
5,8 km², dos quais 4,9 km² cobertos por terra e 0,9 km² cobertos por água. Stanhope localiza-se a aproximadamente 240 m acima do nível do mar.

## Localidades na vizinhança
O diagrama seguinte representa as localidades num raio de 8 km ao redor de Stanhope.